# Whitechapel (Metropolitano de Londres)
Whitechapel é uma estação  estação de intercâmbio para os serviços do Metropolitano de Londres, London Overground e Elizabeth line em Whitechapel, East London. A estação está localizada atrás de um mercado de rua com o mesmo nome e em frente à Tower Hamlets Town Hall. Fica entre Aldgate East e Stepney Green station nas linhas District e Hammersmith & City line, entre Shoreditch High Street e Shadwell station na East London Line. A oeste de Whitechapel na Elizabeth Line fica Liverpool Street, a leste a linha se divide com uma ramificação indo para Stratford e outra para Canary Wharf. Está no Travelcard Zona 2.
A estação foi totalmente reconstruída no final dos anos 2010 e início dos anos 2020 como parte do projeto Crossrail.